# ۳۵۹ (پیش از میلاد)
۳۵۹ (پیش از میلاد) ۳۵۹مین سال قبل از تقویم میلادی است.